# الذراع الواسط (حبيش)

تعديل مصدري - تعديل

الذراع الواسط محلة تابعة لقرية الصناعى، التابعة لعزلة بني شبيب بمديرية حبيش إحدى مديريات محافظة إب في الجمهورية اليمنية، بلغ تعداد سكانها 23 حسب تعداد اليمن لعام 2004.